# 斯氏喉盤魚
斯氏喉盤魚（學名：Gobiesox schultzi），為輻鰭魚綱喉盤魚目喉盤魚科喉盤魚屬的其中一種，分布於中東太平洋的加利福尼亞灣海域，深度0至5公尺，本魚體呈蝌蚪形，頭寬，凹陷，頭部乳突發育不良，短，上唇或上唇上方吻尖無乳突，上唇寬，前部比兩側寬得多；後鼻孔位於眼前緣上方，前鼻孔具一個大的2裂瓣，上頜各具一排不規則的尖齒，外側有一排不規則的牙齒，後方有一排不規則的牙齒，犬齒位於側面；下頜牙齒2排齒，外側一排較大，體不被鱗，覆有粘液層；頭部側線發達，身體上側線不明顯，腹鰭喉位，與周圍的皮褶特化成一吸盤，背鰭鰭條19枚、胸鰭鰭條20枚、尾鰭鰭條10枚，背鰭和體側中灰色，背鰭、尾鰭和臀鰭中灰色，鰭條尖端顏色較淺，胸鰭清晰可見，但每條鰭條上略有暗點，腹部淺灰色，體長可達4.1公分，屬底棲性魚類，棲息在岩石底質水域，生活習性不明。